# 沖田彩花
沖田彩花（日语：／ Okita Ayaka，2000年9月3日—），日本寫真偶像。
於愛知縣出生。所屬事務所為SiLucis娛樂。

## 生平
2014年1月，以年少偶像的身份出道。出道作為於2013年10月初一時拍攝的《美少女傳說》（美少女伝説）。4月25日，推出了第2張印象DVD《美少女傳說 彩Chu》（美少女伝説 あやチュ）。
在2014年8月推出了第3張印象DVD《同班同學》（クラスメイト）。同年9月去了茨城和千葉拍攝印象DVD《捉迷藏》（かくれんぼ），此作的Blu-ray版比起DVD版多了6分鐘的浴衣場景。在初中2年級時，去了沖繩宮古島拍攝印象DVD《捉迷藏2》（かくれんぼ2），有關DVD在2015年1月發行，當中拍攝了她身穿啦啦隊服和泳衣的樣子。2015年冬天，她分別去了東京和沖繩，在上述兩地拍攝印象DVD《放學後的你》（放課後のキミ。）和《捉迷藏3》。在2015年的夏天，她前往泰國，在那進行印象DVD拍攝工作，以此在同年9月29日推出《放學後 沖田彩花 同好會》（放課後 沖田彩花 同好会），當中包含其在「泰國的海邊遊玩、以身穿白色泳衣的姿態跑接力」的場景。她在此作的發售紀念活動上表示，自己的目標是成為「寫真偶像的第一」。2016年1月，沖田彩花推出了新的印象DVD《課外授業就拜託了》（課外授業お願いします。），當中內容在2015年10月拍攝，其包括「在身穿浴衣的情況下舔掉糖果；以身穿體操服的樣子做運動；穿著泳衣去泡浴」的場景。她表示在這部DVD中，穿小雞服扮小雞的場面最令其感到羞恥。
在2016年4月升上高中後，又再前往宮古島進行拍攝，有關內容收錄在2016年6月發售的《sweet*story》。她表示自己在此作中「穿上了初中生那時一直沒有穿的服飾」，故應「能帶給人不一樣的感覺」。2016年10月1日，沖田彩花出席了第13張印象DVD《天使之蛋2》（天使のたまご2）的開售紀念活動。在此作中她分別扮演了畢業生和老師這兩個角色，它的拍攝場地有東京都內、千葉、宮古島。

## 人物
興趣為做料理，特技則為接力賽、扮人及動物。
將來想成為美容師或料理系寫真偶像。

## 作品

### DVD
| 日期           | 名稱        | 發行商 | 備註           |
| -------------- | ----------- | ------ | -------------- |
| 2014年1月13日  |             |        |                |
| 2014年4月25日  |             |        |                |
| 2014年5月30日  |             |        | 跟東亞咲花共演 |
| 2014年8月22日  |             |        |                |
| 2014年11月7日  |             |        |                |
| 2015年1月30日  |             |        |                |
| 2015年3月27日  |             |        |                |
| 2015年5月29日  |             |        |                |
| 2015年6月26日  |             |        | 跟東亞咲花共演 |
| 2015年9月29日  |             |        |                |
| 2015年11月25日 |             |        |                |
| 2016年1月29日  |             |        |                |
| 2016年6月29日  | Sweet Story |        |                |
| 2016年9月25日  |             |        |                |

## 外部連結
- 沖田彩花（おきたあやか）プロフィール （页面存档备份，存于）
- あやかと一緒 （页面存档备份，存于）- Ameba Blog